# Willennium
Willennium è il secondo album in studio del rapper statunitense Will Smith, pubblicato il 16 novembre 1999.

## Tracce
1. I'm Comin' (feat. Tra-Knox) – 3:54 (Will Smith, Rob Fusari, Falonte Moore, Lennie Bennett, Rochelle Runnells, Peter Brown, Robert Rans)
2. Will 2K (feat. K-Ci) – 3:53 (Will Smith, Cedric Hailey, Darren Henson, Lennie Bennett, Joe Strummer, Mick Jones, Topper Headon, Bobby Robinson)
3. Freakin' It – 3:59 (Will Smith, Le mie Bennett, Jean-Claude Olivier, Samuel Barnes, Pam Sawyer, Marilyn McLeod, Bernard Edwards, Nile Rodgers)
4. Da Butta (feat. Lil' Kim) – 2:58 (Will Smith, Kimberly Jones, Lennie Bennett, Zane Grey, Len Ron Hanks)
5. La Fiesta – 4:16 (Will Smith Carvin Haggins, Keith Pelzer, Darren Henson, Ivan Bavarias, Lonnie Lynn, Tito Puente)
6. Who Am I (feat. Tatyana Ali e MC Lyte) – 4:02 (Will Smith, Rodney Jerkins, LaShawn Daniels, Harvey Mason Jr., Fred Jerkins III, Lana Moorer, Tatyana Ali)
7. Afro Angel – 5:10 (Will Smith, Jada Pinkett Smith, Lennie Bennett, Channette Higgins, Channoah Higgins, Bob Dorough)
8. So Fresh (feat. DJ Jazzy Jeff, Biz Markie e Slick Rick) – 4:15 (Will Smith, Jeff Townes, Darren Henson, Laurindo Almeida, Rokusuke Ei, Hachidai Nakamura, James Cason, Marcel Hall, Antonio Hardy, Marlon Williams, Lawrence Goodman)
9. Pump Me Up – 4:05 (Will Smith, Jeff Townes, Richard Walters, Doug E. Fresh, Eric Barrier, William Griffin, Lawrence Parker, Antonio Hardy, Marlon Williams, Robert Reed, Tony Fisher, Taylor Reed, Emmett Nixon, Vincent Davis, Joe Roper Jr)
10. Can You Feel Me? (feat. Eve) – 3:44 (Will Smith, Eve Jeffers, Darren Henson, Lia Grant, Michael Jackson)
11. Potnas/Interlude – 6:09 (Will Smith, Lennie Bennett, Larry Smith, Jalil Hutchins, Jeff Townes, Andre Harris, Darren Henson, Carvin Haggins, Lonnie Lynn, Leon Bryant)
12. No More (feat. Breeze) – 3:29 (Will Smith, Neil Larsen)
13. Uuhhh (feat. Kel Spencer) – 4:28 (Will Smith, Lennie Bennett, Jeff Townes, Darren Henson, Lonnie Lynn, Duval Clear, Dale Hawkins, Stanley Lewis)
14. Wild Wild West (feat. Dru Hill e Kool Moe Dee) – 4:28 (Will Smith, Rob Fusari, Mohandas Dewese, Stevie Wonder)
15. The Rain (feat. Jill Scott) – 4:48 (Will Smith, Lonnie Lynn, Jill Scott, Jeff Townes, Darren Henson, Deniece Williams, William Neale)

## Classifiche

### Classifiche settimanali
| Classifica (1999) | Posizione massima |
| ----------------- | ----------------- |
| Australia         | 27                |
| Austria           | 28                |
| Belgio (Fiandre)  | 14                |
| Belgio (Vallonia) | 13                |
| Canada            | 6                 |
| Francia           | 20                |
| Germania          | 20                |
| Giappone          | 14                |
| Irlanda           | 26                |
| Norvegia          | 24                |
| Nuova Zelanda     | 28                |
| Paesi Bassi       | 26                |
| Regno Unito       | 10                |
| Stati Uniti       | 5                 |
| Svezia            | 35                |
| Svizzera          | 16                |

### Classifiche di fine anno
| Classifica (1999) | Posizione |
| ----------------- | --------- |
| Belgio (Vallonia) | 99        |
| Regno Unito       | 41        |